# Frank Hayes (Jockey)

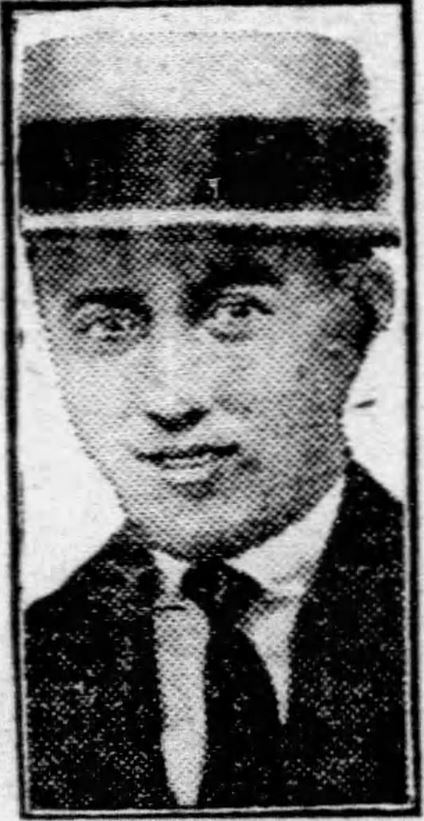
Fotografie in der New York Daily News am 7. Juni 1923

Frank Hayes (* 1901 in Irland; † 4. Juni 1923 in Elmont, New York) war ein irisch-amerikanischer Jockey. Er erlangte Bekanntheit, da er ein Steeplechase gewann, obwohl er während des Rennens gestorben war.

## Leben
Frank Hayes wurde 1901 in Irland geboren. Seine Eltern waren John und Margaret Hayes. Er hatte zwei Schwestern (May und Margaret) und drei Brüder (Patrick, John und Daniel). Er arbeitete mehrere Jahre lang als Pferdetrainer und Stallmeister. Nach seinem ungewöhnlichen Tod wurde er am 7. Juni 1923 in seinem Reitzeug auf dem Holy Cross Cemetery in Brooklyn beerdigt.

## Hayes’ Tod
Am 4. Juni 1923 startete Hayes als Jockey mit dem Englischen Vollblut Sweet Kiss für Miss A. M. Frayling auf der Galopprennbahn Belmont Park in Elmont auf Long Island. Er gewann das Rennen mit einem Kopf Vorsprung. Nach dem Zieleinlauf zeigte Hayes keinerlei Emotionen. Als Miss Frayling und die Rennleitung ihm gratulieren wollten, stellten sie fest, dass Hayes tot war.
Der Jockeyclub vom Belmont Park verzichtete daraufhin auf das eigentlich vorgeschriebene Wiegen des Siegers, und die Rennleitung bestätigte Hayes’ Sieg. In der Geschichte des Pferderennens ist Hayes der einzige Jockey, der nach seinem Tod ein Rennen gewann. Als Todesursache wurde ein Herzinfarkt angenommen. Vermutungen aus der Zeit besagen, dass Hayes’ starke Gewichtsabnahme von 142 auf 130 lb (64,4 auf 59,0 kg) kurz vor dem Rennen zu seinem Tod beigetragen haben könnte.
Das Pferd Sweet Kiss wurde nach dem Vorfall nicht wieder für Rennen gemeldet. Es wurde inoffiziell Sweet Kiss of Death oder auch Hayes’ Death genannt.

„Als Sieger tot aus dem Sattel gefallen ist in New York der Jockey Frank Hayes, der mit Sweet Kiß  unter ganz leichtem Gewicht ein Handicap gewann, jedoch 100 Meter nach dem Ziel plötzlich tot aus dem Sattel stürzte. Der Arzt stellte einen Herzschlag fest; es wurde angenommen, daß Hayes dem zu stark getriebenen Training erlag. Er hatte innerhalb weniger Tage fünf Kilo Lebendgewicht zu verlieren gesucht, um die für Sweet Kiß vorgeschriebenen 48 Kilo in den Sattel bringen zu können, da sonst ein anderer Jockey den Ritt erhalten hätte. Da der Jockey nicht mehr zurückgewogen werden konnte, wäre der Preis dem zweiten Pferde zugesprochen worden, doch verzichtete anständigerweise der Besitzer des zweiten Pferdes darauf. Der Preis wurde dann den Hinterbliebenen des verunglückten Reiters überlassen.“

## Rezeption
Das Guinness-Buch der Rekorde führt Hayes als „first deceased jockey to win a race“ („erster verstorbener Jockey, der ein Rennen gewann“).